# Fondiaria-Sai
Fondiaria-Sai — итальянская компания, занимающая предоставлением финансовых услуг. Основана в 2002 году в результате слияния Società Assicuratrice Industriale и La Fondiaria Assicurazioni. Штаб-квартира компании располагается во Флоренции, Италия.
Компании страхового подразделения Fondiaria-Sai предоставляют услуги по страхованию жизни, здоровья, а также предлагает корпоративные программы страхования посредством дочерних обществ, среди которых: Milano Assicurazioni S.p.A., Dialogo Assicurazioni S.p.A., Liguria Assicurazioni S.p.A. и Siat Societa Italiana assicurazioni e Riassicurazioni S.p.A. Банковские и финансовые услуги предоставляет дочерний банк Banca Sai S.p.A. и ряд других компаний, а управление активами — Sai Asset Management SGR S.p.A. В секторе недвижимости и сельского хозяйства услуги предоставляют Immobiliare Lombarda S.p.A., Nuove Iniziative Toscane srl Pronto Assistance S.p.A. и другие дочерние общества.
В начале 2014 года компании Fondiaria-SAI S.p.A., Unipol Assicurazioni S.p.A., Milano Assicurazioni S.p.A. и Premafin HP S.p.A. объединились под названием UnipolSai, став дочерней структурой Unipol.